# 光迁郡
光迁郡，中国南北朝时设置的郡。
北周改新城郡置光迁郡，属迁州。治所在光迁县（今湖北房县）。辖境约当今湖北省房县与保康县相邻地区。光迁郡下辖光迁县、永清县。隋文帝开皇三年（583年）废光迁郡，属县直属迁州。